# Maceo Baston
Maceo Demond Baston (Corsicana, Texas, 29 de mayo de 1976) es un exjugador de baloncesto estadounidense que disputó 13 temporadas como profesional, tres de ellas en la NBA. Con 2,08 metros jugaba en la posición de ala-pívot.

## Trayectoria deportiva

### Universidad
Jugó durante 4 temporadas con los Wolverines de la Universidad de Míchigan, con los que consiguió ganar el NIT en 1997. En total promedió 10,7 puntos y 6,6 rebotes por partido.

### Profesional
Fue elegido en el puesto 58 del Draft de la NBA de 1998 por Chicago Bulls, pero nunca llegó a jugar allí. Por el contrario, fichó por los Quad City Thunder de la CBA, donde permaneció durante dos temporadas antes de volar a Italia para firmar por el SC Montecatini. Al año siguiente viajó a España para jugar durante dos temporadas con el Joventut de Badalona, desde donde regresó a la NBA para jugar 16 partidos con los Toronto Raptors, tras los cuales regresó a Europa para fichar con el Maccabi Tel Aviv, donde ganó dos Euroligas antes de regresar de nuevo a Estados Unidos para jugar con Indiana Pacers.
En 2007 firmó un contrato por un año con Toronto Raptors. El 9 de julio de 2008 se hizo oficial el traspaso que le enviaba a Indiana Pacers junto con T.J. Ford, Rasho Nesterovic y los derechos de Roy Hibbert a cambio de Jermaine O’Neal y los derechos de Nathan Jawai.
En la temporada 2010-2011, vuelve a España tras fichar por el CAB Obradoiro de la liga LEB Oro. Tras la disputa de tan solo dos partidos oficiales en los que firmó unos números de 4 puntos y 1,5 rebotes en 15 minutos de juego, llegó a un acuerdo con el club gallego para rescindir su contrato.

## Estadísticas de su carrera en la NBA

### Temporada regular
| Año     | Equipo  | PJ | PT | MPP | %TC  | %3P  | %TL  | RPP | APP | ROB | TPP | PPP |
| ------- | ------- | -- | -- | --- | ---- | ---- | ---- | --- | --- | --- | --- | --- |
| 2002–03 | Toronto | 16 | 0  | 6.6 | .600 | .000 | .833 | 1.4 | .0  | .2  | .7  | 2.5 |
| 2006–07 | Indiana | 47 | 2  | 8.6 | .645 | .429 | .787 | 1.6 | .3  | .3  | .4  | 2.9 |
| 2007–08 | Toronto | 15 | 2  | 6.9 | .680 | .000 | .700 | 1.7 | .2  | .1  | .3  | 2.7 |
| Total   | Total   | 78 | 4  | 7.9 | .643 | .429 | .783 | 1.6 | .2  | .2  | .4  | 2.8 |

### Playoffs
| Año     | Equipo  | PJ | PT | MPP | %TC  | %3P  | %TL  | RPP | APP | ROB | TPP | PPP |
| ------- | ------- | -- | -- | --- | ---- | ---- | ---- | --- | --- | --- | --- | --- |
| 2007–08 | Toronto | 1  | 0  | 1.0 | .000 | .000 | .000 | .0  | .0  | 1.0 | .0  | .0  |
| Total   | Total   | 1  | 0  | 1.0 | .000 | .000 | .000 | .0  | .0  | 1.0 | .0  | .0  |